# Laguinge
Pour les articles homonymes, voir Laguinge.
Laguinge est une ancienne commune française du département des Pyrénées-Atlantiques. Le 22 mars 1842, la commune fusionne avec Restoue pour former la nouvelle commune de Laguinge-Restoue.

## Géographie
Laguinge fait partie de la Soule.

## Toponymie
Son nom basque est Liginaga et pourrait signifier "lieu de boue, de marécage".
Le toponyme Laguinge apparaît sous les formes 
Leguinge et Laguinga (respectivement 1080 et 1193, collection Duchesne volume CXIV) et 
Languinge (1801, Bulletin des Lois).

## Démographie
| 1793 | 1800 | 1806 | 1821 | 1831 | 1836 |
| ---- | ---- | ---- | ---- | ---- | ---- |
| 202  | 214  | 220  | 208  | 185  | 180  |

## Patrimoine

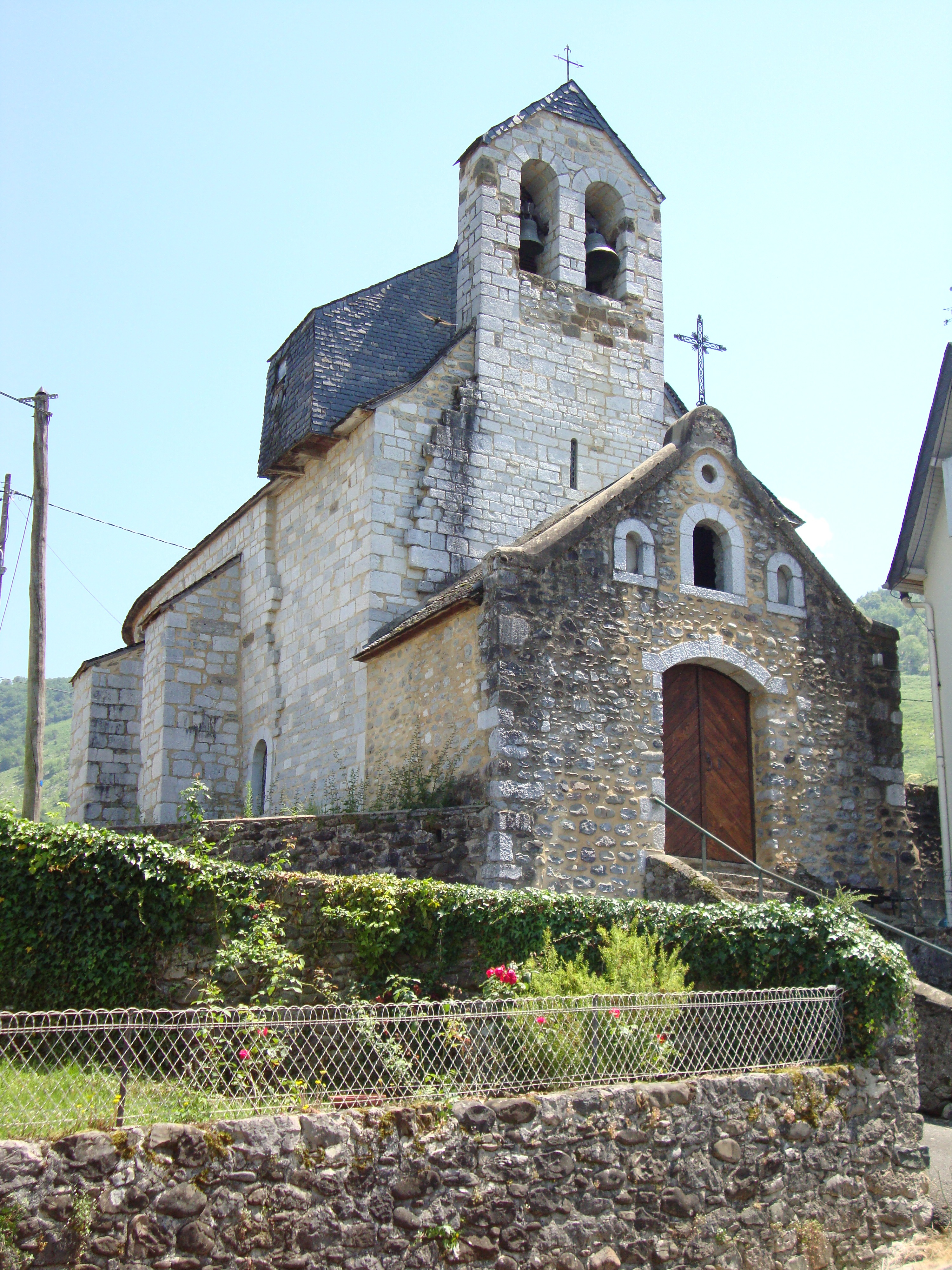
L'église Saint-Sébastien.
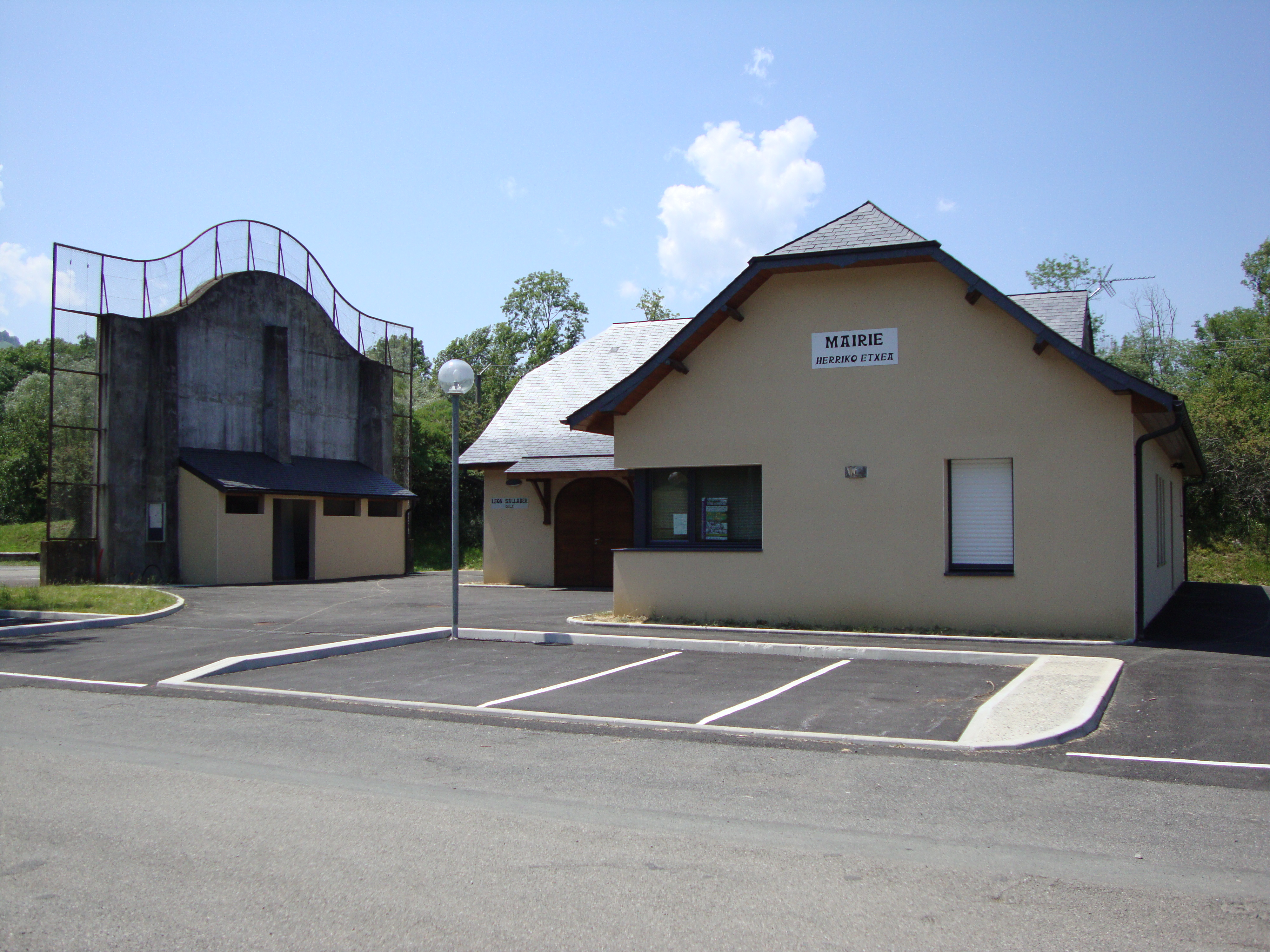
Mairie et fronton.
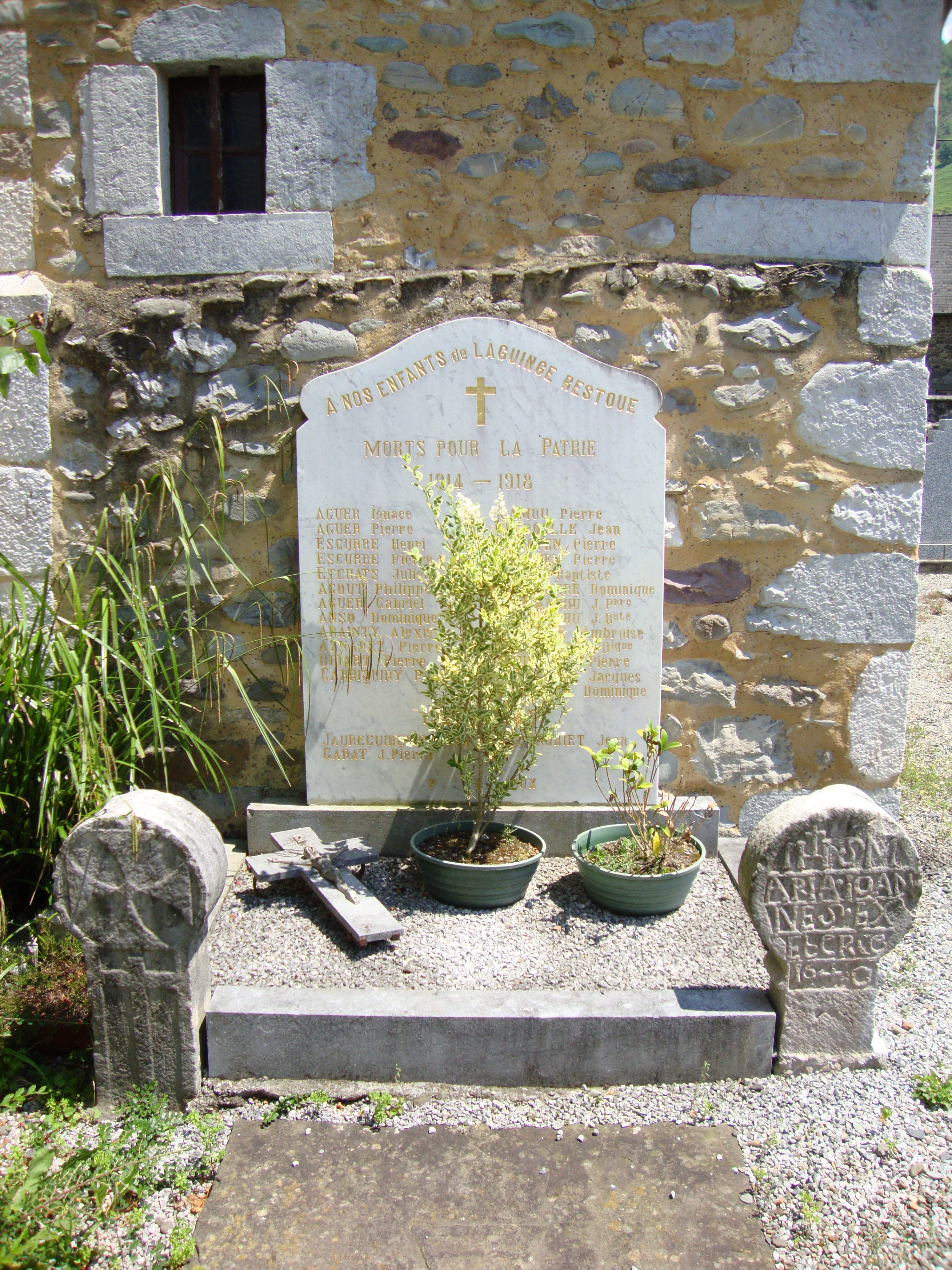
Monument aux morts avec stèles discoïdales.

## Pour approfondir